# Sozialreligion
Der Nationalökonom, Soziologe und Kulturphilosoph Alfred Weber prägte 1949 den Begriff Sozialreligionen. Weber versteht darunter die Leitideologien der Moderne, die nach der Aufklärung und Säkularisierung die Transzendentalreligionen in dieser Funktion abgelöst haben. Diesen Begriff griff der Arbeits- und Religionssoziologe Friedrich Fürstenberg 1982 in seinem Aufsatz: Der Trend zur Sozialreligion auf und bezeichnete als Sozialreligion sozial engagierte Glaubensformen, die religiöse Traditionen und Weltanschauungen mit dem gesellschaftlichen Wandel, der aufkommenden Ökumene und modernem Sozialmanagement verbinden. Die Untersuchung des Zusammenhangs zwischen Sozialem und Religiösem bildet ein Thema der Religionssoziologie. Sozialreligion ist ein über diesen fachsoziologischen Zusammenhang hinausgehendes politiksoziologisches Konzept. 1999 veröffentlichte Fürstenberg sein Buch  Zukunft der Sozialreligion mit einer ausführlichen Analyse und Prognostik.
Bereits Alfred Weber hatte Sozialreligionen als politische Leitideologien verstanden und sie politischen „Machtgebilden“ zugeordnet. Im Zusammenhang mit seiner Beschreibung der beiden Machtblöcke nach dem Zweiten Weltkrieg stellt er neben den demokratischen Kapitalismus zwei weitere, historisch neue „Sozialreligionen“: die „sowjetisch-kommunistische Sozialreligion“ und die europäische oder „demokratisch-sozialistische Sozialreligion“.

## Entstehungshintergrund
Die Erfahrung der christlichen Kirchen in Europa mit einer aus ihrer Sicht säkularen Welt, führte zu einer allmählichen Einbettung ihrer Wertvorstellungen in teilweise säkularisierte Organisationsmuster nach dem jeweiligen Stand gesellschaftlicher Modernisierung. Es fand eine – allerdings nicht widerspruchsfreie – Entwicklung von Kirche als „Überzeugungs- zur Dienstleistungsorganisation“ statt. Diskussionen um ein „politisches Mandat“ der Kirchen, vor allem im Anschluss an die Hochzeit der APO, und das Wiederaufleben einer politischen Theologie zeugten und zeugen partiell heute noch von einer gesellschaftspolitischen Aktivierung institutionalisierter Religion. Die Amtskirchen bestehen mit ihrem Repräsentations- und Öffentlichkeitsanspruch fort, bemühen sich aber gleichzeitig, individualisierte und privatisierte Religiosität ebenso zu integrieren wie Aktivgruppen, die auf gesellschaftliche Veränderung gerichtet sind. Sie tun dies insbesondere durch personale Dienstleistungen und soziale Gestaltungsimpulse.

## Definition
In der Mitte des vergangenen Jahrhunderts hat sich, so Fürstenberg, in der Bundesrepublik Deutschland ansatzweise eine auch durch staatliche Privilegien geförderte konfessionell differenzierte Sozialreligion christlicher Prägung etabliert. Fürstenberg bestimmt den Terminus folgendermaßen: „Hiermit ist die (…) Sozialform der Religion gemeint, die teils Anpassung der Kirchen an den pluralistischen Wertehorizont durch Betonung der Aktivitäten in einem von Glaubensentscheidungen weitgehend freien ‚diakonischen‘ Sozialraum, teils Aktivierung des Kirchenvolks durch sozialreligiöse Initiativen umschließt. Dies alles geschieht vor einem ökumenisch  auf  kulturelle Grundwerte mit breitem Konsens gerichteten Sinnhorizont.“
José Casanova grenzt den Begriff doppelt ab: Einmal vom Terminus Säkularreligion bzw. Diesseitsreligion, der durch das Fehlen einer transzendentalen Bindung gekennzeichnet ist. Und zum anderen von der Bezeichnung Zivilreligion, mit der die Wertbindung eines politischen Gemeinwesens gemeint ist. Insofern bezieht sich gemäß J. Casanova Sozialreligion im engeren Sinn auf den Formwandel institutionalisierter, konfessionell geprägter Religion und auf die Öffnung eines religiös relevanten Diskurses in einer weithin durch Säkularisierung geprägten Öffentlichkeit.

## Erscheinungsweise
Wesentliche Merkmale einer so verstandenen Sozialen Religion sind:
- Aufwertung der Sozialfunktionen mit entsprechender Schwerpunktverlagerung von der Seelsorge zur Fürsorge, vom Pastoral zur Diakonie;
- Tendenzielle Entinstitutionalisierung der individuellen Religiosität bei zunehmender Gemeinschaftsbindung öffentlicher Manifestationen (Evangelischer Kirchentag, Katholikentag etc.);
- eine Politisierungstendenz durch eine immer stärker auf die Gestaltung sozialer Wirklichkeit gerichtete Verkündigung bis hin zur Einsegnung von Arbeitsgeräten einerseits und Solidaritätserklärungen für rebellierende Freiheitskämpfer in Entwicklungsländern andererseits.

## Entwicklungstendenzen
Die Fortentwicklung dieser von den beiden größten christlichen Konfessionen vertretenen Sozialreligion zeigt sich Fürstenberg zufolge besonders deutlich in zwei medial wirksamen Manifestationen: dem Verbandsaspekt, also im katholischen Bereich dem sozialen Verbandskatholizismus, im Bereich des Protestantismus u. a. den Einrichtungen des Diakonischen Werks, sowie dem Bewegungsaspekt, also der Katholischen Sozialbewegung und den gesellschaftspolitischen Initiativen im Protestantismus wie den Evangelischen Studentengemeinden. Eine Sozialreligion könne sich, wenn sie die bestehenden gesellschaftliche Strukturen symbolisch und rituell überhöhte, allerdings auch zu einer ethnischen und kulturellen „Sonderform“ rückbilden.

## Kritik der Sozialreligion

### Kirchengeschichte
Seit John Wesley gehört soziales Engagement für Methodistische und Wesleyanische Kirchen zum Christsein und zur Kirche. Methodistische Kirchen haben oft lokale Sozialwerke, für die sie personell und finanziell Verantwortung übernehmen. Im methodistischen Verbundsystem werden Sozialwerke oder soziale Projekte lokaler Kirchen international unterstützt. Der Weltrat methodistischer Kirchen versammelt neben den Lutheranern, Reformierten, Baptisten und der Pfingstbewegung die größten protestantischen Kirchen weltweit.
So wurde schon 1908 von der Bischöflichen Methodistenkirche ein Soziales Bekenntnis verabschiedet, in dem sie sich auf soziales Engagement verpflichtete:
Die Bischöfliche Methodistenkirche tritt ein ...
- für gleiche Rechte und völlige Gerechtigkeit für alle Menschen in allen Stadien ihres Lebens.
- für das Prinzip von Beratung und Schiedsverfahren bei Meinungsverschiedenheiten in der Industrie.
- für den Schutz der Arbeiter vor gefährlichen Maschinen, vor Berufskrankheiten, Verletzungen und Todesfällen.
- für die Abschaffung der Kinderarbeit.
- für eine Regelung der Arbeitsbedingungen für Frauen, die die körperliche und moralische Gesundheit der Gesellschaft sichert.
- für die Abschaffung des Ausbeutersystems.
- für die schrittweise, vernünftige Verkürzung der Arbeitszeit bis zum niedrigsten durchführbaren Punkt, verbunden mit Arbeit für alle, die für ein wahrhaft menschliches Leben erforderlich ist.
- für einen arbeitsfreien Tag in der Woche.
- für einen zum Lebensunterhalt ausreichenden Lohn in allen Industriezweigen.
- für einen dem jeweiligen Industriezweig höchstmöglichen Lohn und für die erreichbar gerechteste Verteilung der Industrieprodukte.

Methodisten waren und sind auch oft in konfessionsübergreifenden sozialen Projekten tätig. Die methodistischen und wesleyanischen Kirchen gehen theologisch in den meisten Punkten mit dem konservativen evangelischen Mainstream zusammen, es gibt aber viele progressive Methodistinnen und Methodisten. Generell suchen sich Methodisten nicht durch ihre Theologie von anderen Kirchen abzugrenzen. Der Zusammenhang zwischen Sozialreligion und Säkularisierung lässt sich empirisch nicht hinreichend belegen. Wie der Methodismus und die protestantischen Kirchen in der Wesleyanischen Tradition belegen. Diese sind vielmehr geprägt vom Pietismus, der weit entfernt ist von Säkularisierungsformen.

### Dienstleistungskirche und Frömmigkeitsformen
Auch sind die Diakonischen Werke und Studentengemeinden kein genereller Beleg für eine säkularisierte Dienstleistungskirche. Innerhalb der Diakonischen Werke werden durchaus Frömmigkeitsformen gepflegt, wie die tägliche Andacht und Gottesdienste. Schließlich sind die Studentengemeinden keinesfalls „eindimensional“ säkular; sie sind plural aufgestellt und pflegen sehr wohl im Kern der Gemeinde Frömmigkeitsrituale in Form von Andachten, Bibelarbeiten, Gebet, Freizeiten und Seelsorge. Beispielsweise sei erwähnt der ehemalige Studentenpfarrer Johannes Friedrich. Er pflegte die Vielfalt kirchlichen Lebens nicht nur als Bischof, sondern auch als Studentenpfarrer.